# Église Saint-Aignan de Bélaye
L'église Saint-Aignan de Bélaye est une église catholique située à Bélaye, dans le département du Lot, en France.

## Historique
L'église a été construite par les habitants à partir de 1353 et n'a été achevée que vers 1404. Le chœur n'est pas encore couvert en 1460. Elle est encore appelée église neuve en 1471.
L'église est désignée comme ruinée à la suite des guerres de Religion, en 1679. Les habitants doivent aller suivre les offices à l'église Sainte-Catherine, près du presbytère.
Bélaye est le siège d'un archiprêtré et est réuni au séminaire de Cahors en 1688. L'église est restaurée en 1721.
On ne connaît pas les restaurations entreprises au XIXe siècle, mais les vitraux datent de 1892-1894.
L'édifice est inscrit au titre des monuments historiques le 7 juin 1995.

## Description
À L'origine, l'église faisait partie des défenses du castrum de Bélaye.
C'est une église en pierre de taille à trois vaisseaux avec une abside polygonale plus haute que la nef. Le bas-côté nord a conservé des fenêtres trilobées et un portail ogival. L'élévation ouest ne présente qu'une petite fenêtre. Au sud, un portail de style classique qui doit dater des travaux du début du XVIIIe siècle a remplacé un portail couvert par un arc.
À l'intérieur, la majorité de la structure doit dater de l'état médiéval.

## Mobilier
L'église possède un grand retable installé en 1858. Il a été rapporté par le maréchal Bessières de la campagne d'Espagne. Il devait être installé dans l'église de Prayssac, mais celle-ci était trop petite pour l'accueillir.

## Vitraux
L'église possède des vitraux datés de 1892-1894, réalisés par le maître-verrier de Bordeaux Gustave Pierre Dagrant.

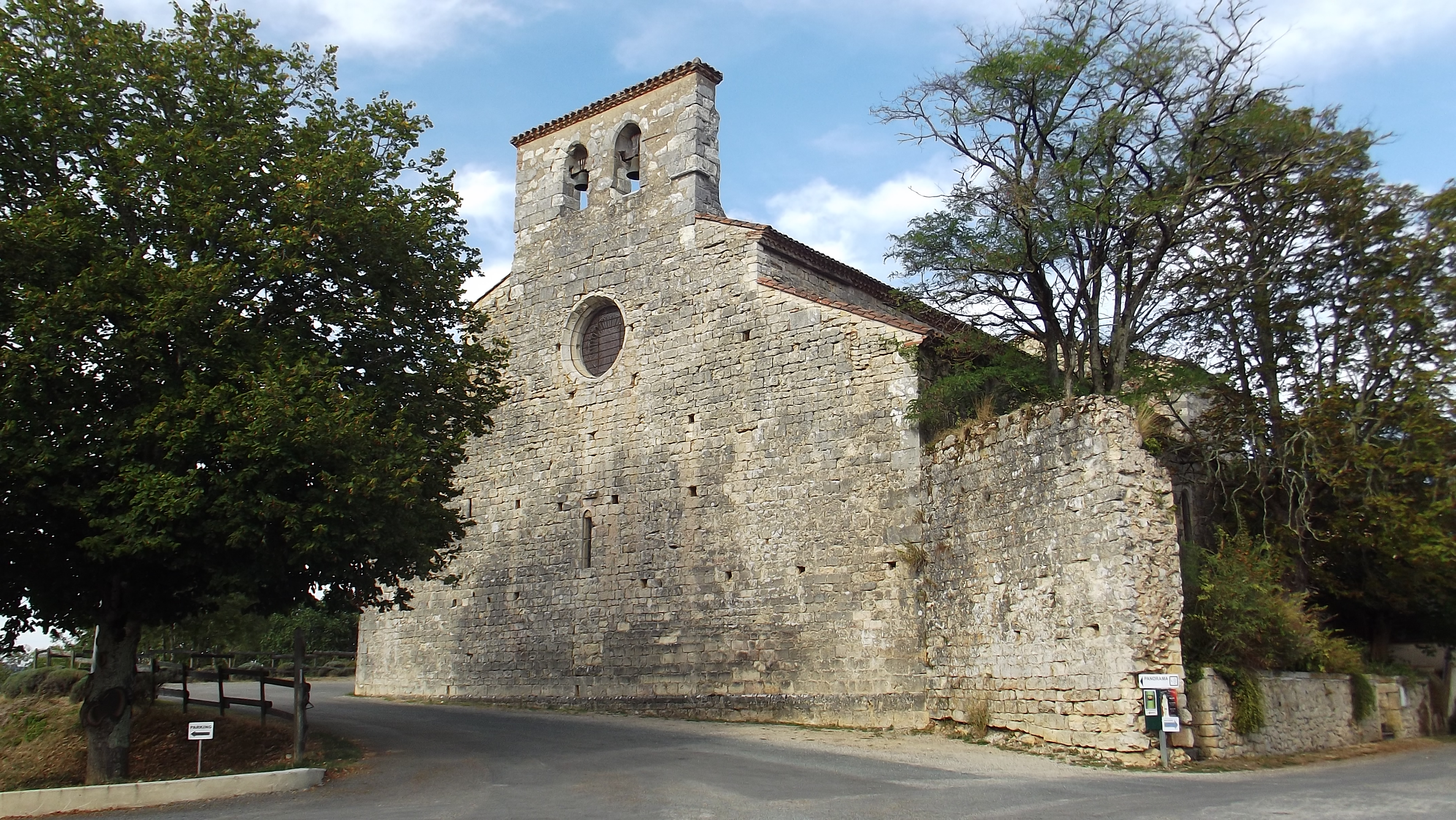
Façade occidentale et clocher.
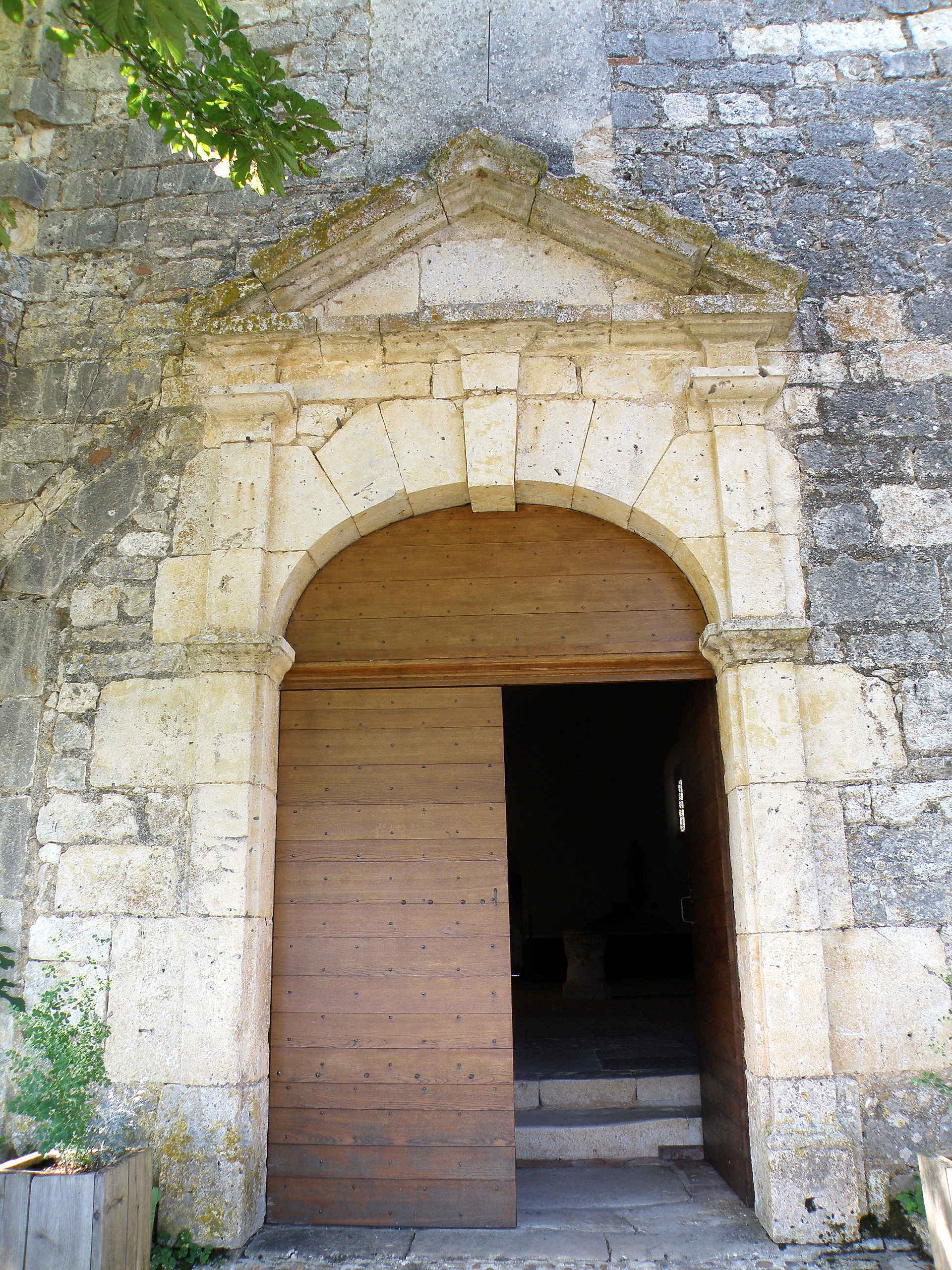
Portail de style classique du bas-côté sud (1721).
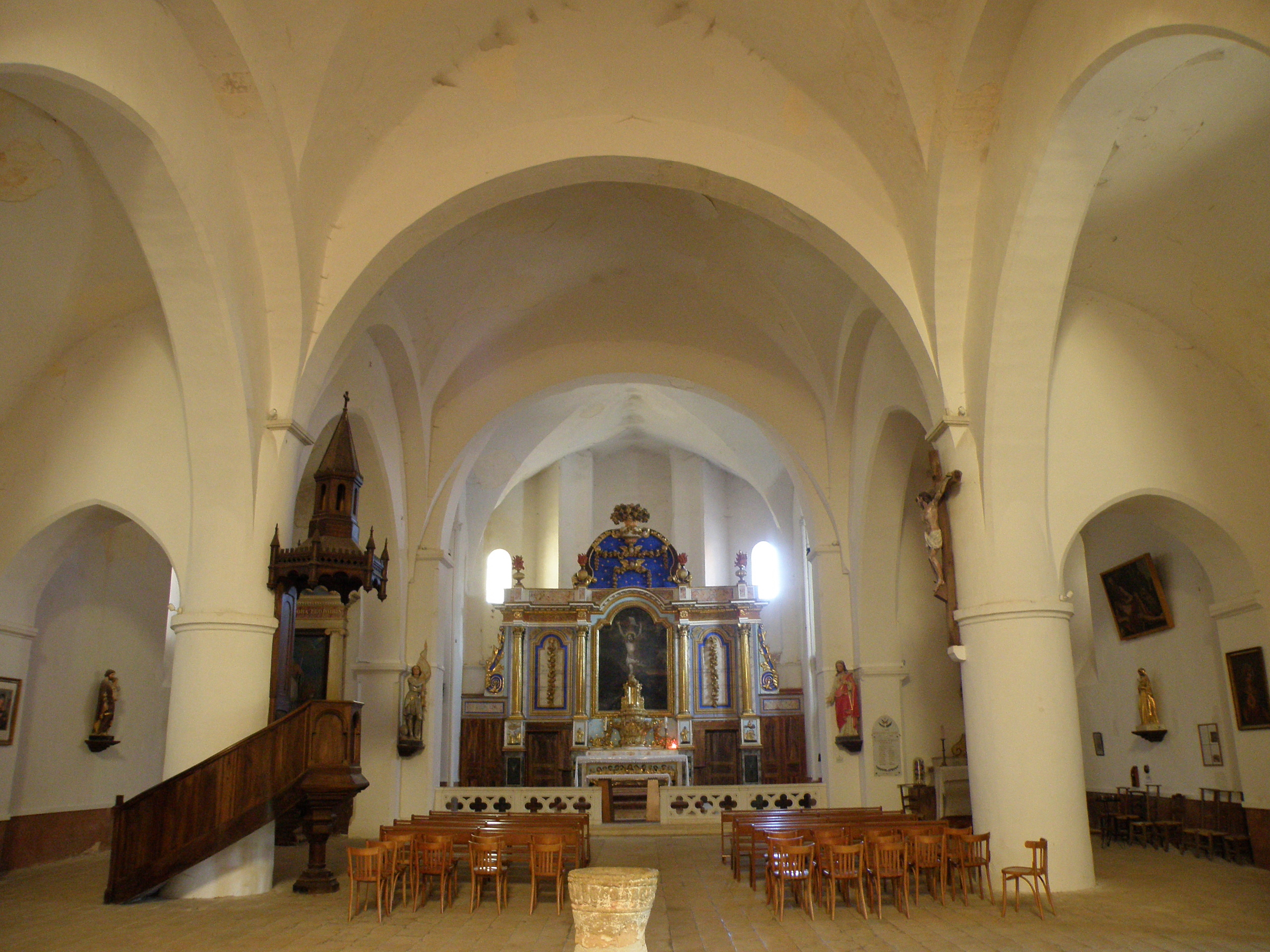
Intérieur de l'église avec le retable.
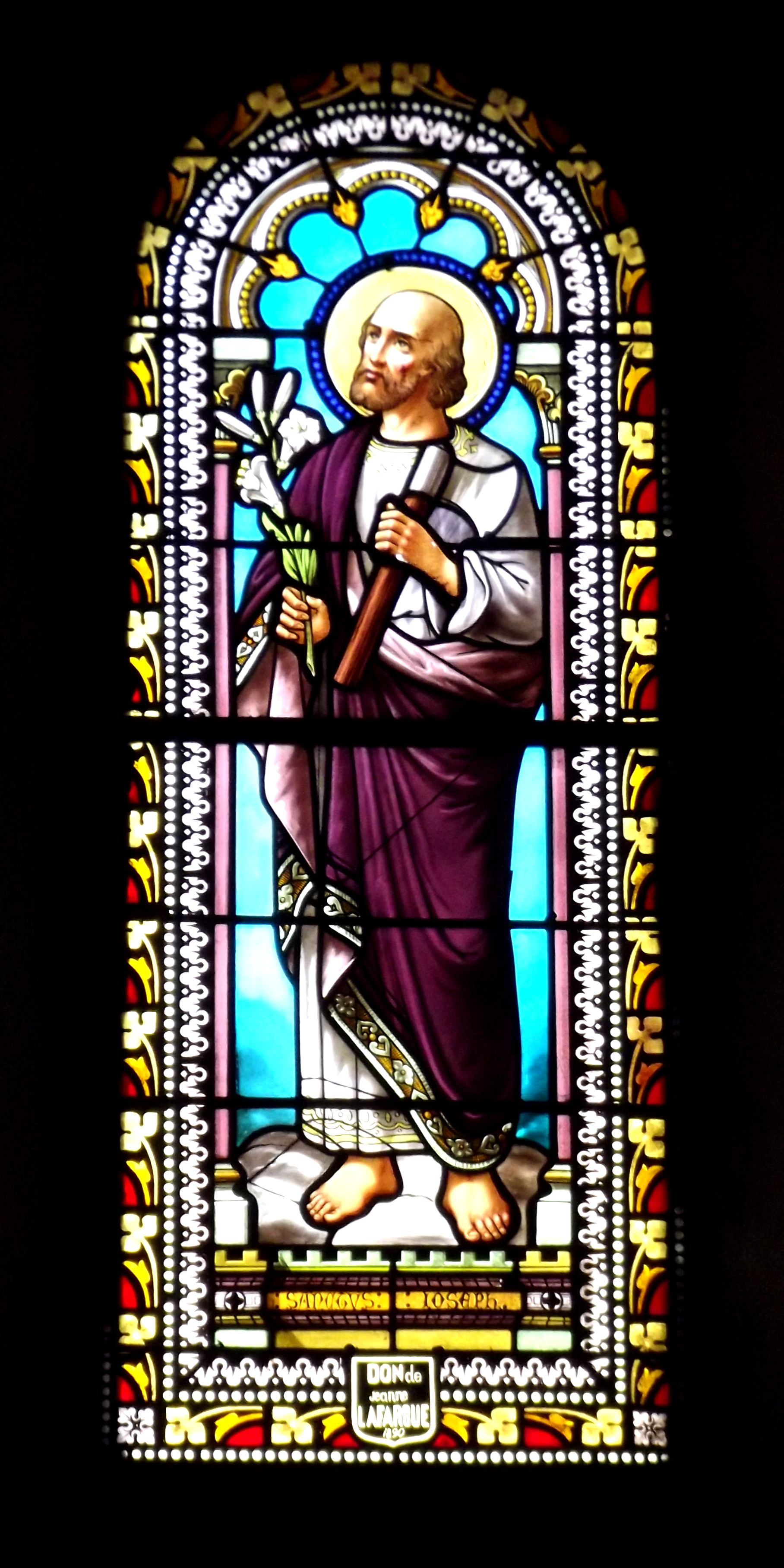
Vitrail représentant saint Joseph.